# Brachyamblyopus brachysoma
A Brachyamblyopus brachysoma a csontos halak (Osteichthyes) főosztályának a sugarasúszójú halak (Actinopterygii) osztályába, ezen belül a sügéralakúak (Perciformes) rendjébe, a gébfélék (Gobiidae) családjába és az Amblyopinae alcsaládjába tartozó faj.
Nemének egyetlen faja.

## Előfordulása
A Brachyamblyopus brachysoma Ázsia déli és délkeleti részein fordul elő. A következő országokban található meg: India, Indonézia, Hongkong, Pápua Új-Guinea és Thaiföld. Újabban észrevették a Perzsa-öbölben és Afrikában is.

## Megjelenése
Ez a gébféle legfeljebb 10,5 centiméter hosszúra nőhet meg.

## Életmódja
Trópusi halfaj, amely édes- és brakkvízekben él. A mederfenék közelségét keresi.

## Neve
A Brachyamblyopus görög, összetett szó: „brachys”, „eia” = rövid, „amblys” = puha, „pous” = lábak. Tehát, ennek a halnak, a magyarított neve, rövid puha lábak vagy rövid puha lábú lenne.